# Capperia meyi
Capperia meyi là một loài bướm đêm thuộc họ Pterophoridae. Loài này có ở Luzon.
Sải cánh dài khoảng 20 mm. Con trưởng thành bay vào tháng 11.
Cây chủ không rõ lắm nhưng có giả thuyết cho rằng giống như các loài khác trong chi Capperia, cây chủ thuộc họLabiatae.